# Johann Caspar Grimm

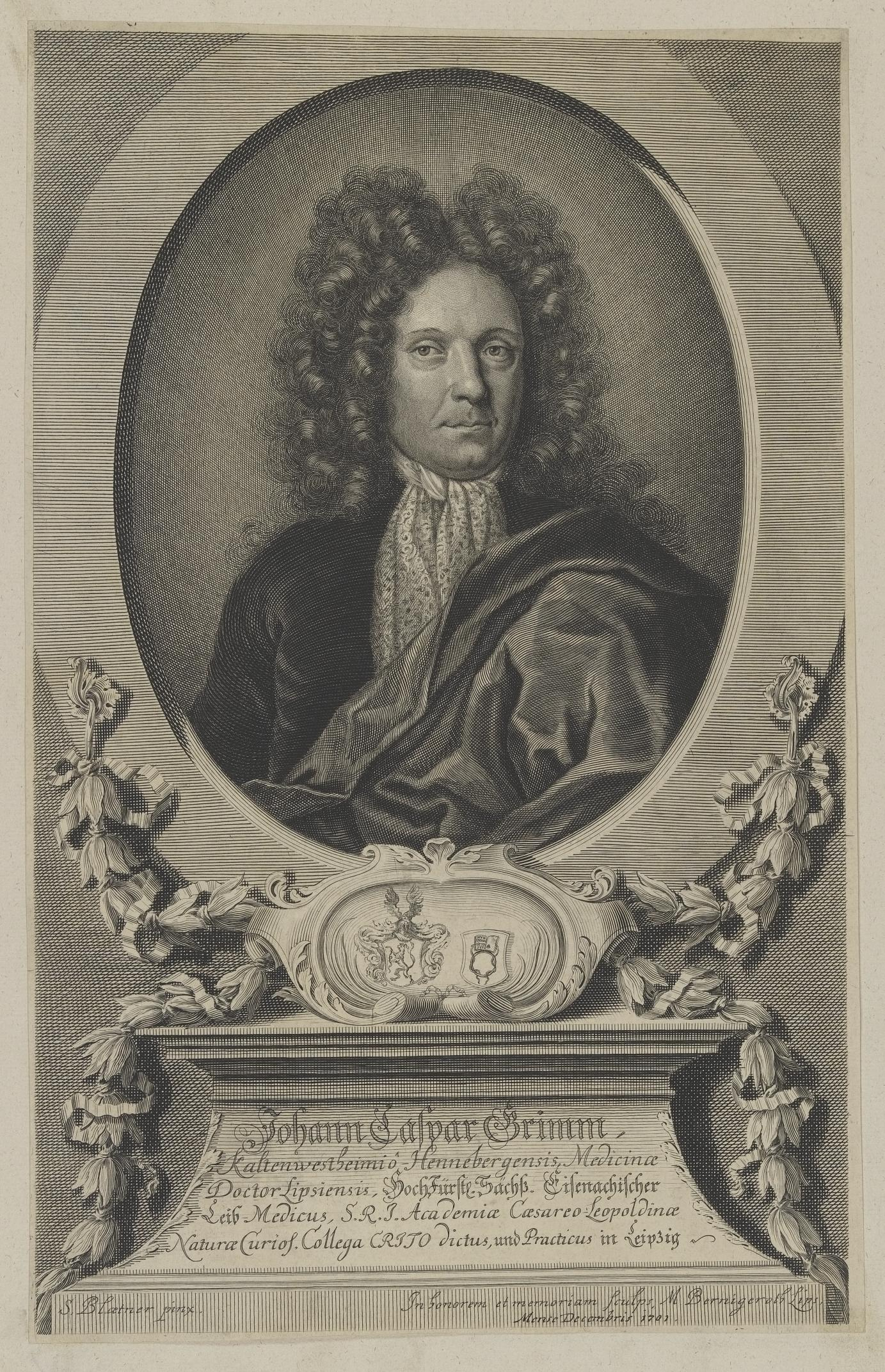
Johann Caspar Grimm

Johann Caspar Grimm (* 23. Dezember 1662 in Kaltenwestheim; † 1728 in Leipzig) war ein deutscher Mediziner.

## Leben
Johann Caspar Grimm stammte aus Kaltenwestheim und studierte unter Johannes Bohn Medizin an der Universität Leipzig, an der er am 1. November 1684 die Doktorwürde erlangte. Er wirkte danach als Stadtarzt in Leipzig und wurde zum herzoglich-sächsischen Leibarzt ernannt. Am 15. Juli 1700 wurde er in die Leopoldina aufgenommen und erhielt den akademischen Beinamen Crito I. Literarisch trat Grimm mit der Übersetzung zweier Werke der Countess of Kent in Erscheinung: einer Sammlung von Arzneirezepten und einem Kochbuch. Auch schrieb er eine kurze Abhandlung über einen Fall von siamesischen Zwillingen in Pomßen.
Grimm heiratete am 8. Juni 1696 Johanna Christina Göring.

## Werke (Auswahl)
- De torminibus colicis. Typis Christiani Banckmanni, Lipsiae 1684 (Latein, google.de – Inauguraldissertation).
- Kurtze Historische/ Physicalische und Medicinische Relation einiger Mirabilium Naturae, oder Wunder-Dienge in der Natur/ in specie von einem Monstrobicorporeo, Oder von einer Wunder-Geburth/ so in diesem 1700sten Jahr/ den 16. Martii des verbeßerten Calenders/ von einer Frau in Pombsen/ allwo Se. Excellence der Hr. Cammer-Herr von Ponickau seinen Sitz hat/ in dem Leipziger Creyß gelegen/ an das Tage-Licht gekommen/ mit dreyfachen accuraten Kupffern herausgegeben und weitläufftig beschrieben. Gedruckt bey Justus Reinholdens seel. Witben, [Leipzig] 1700, urn:nbn:de:gbv:3:1-64535 (3:601705A im VD 17.).
- Elizabeth Grey, Countess of Kent (Gräfin von Kent): Ein außerlesenes Hand-Büchlein/ oder rare und sonderbahre Artzneyen/ so wohl innerlich als äußerlich mit grossen Nutzen zugebrauchen. Ehemals zusammen getragen und durch Hülffe berühmter Medicorum practiciret von der hochseel. verstorbenen Hochgebohrnen Gräffin von Kent in Engelland/ welches daselbst 9. mahl aufgelegt worden/ Jetzo aus dem Englischen in das Hochteutsche übersetzet/ in Ordnung gebracht und mit einigen wenigen Anmerckungen sambt vollkommenen Register versehen von D. Joh. Caspar Grimm/ Hochfürstl. Sachsen-Eisenachl. Leib-Medico und Practico in Leipzig. Joh. Caspar Meyer, Leipzig 1700, urn:nbn:de:bvb:12-bsb11268980-8 (14:630021A im VD 17.).
- Elizabeth Grey, Countess of Kent: Eine sonderliche Ergetzlichkeit vors Frauen-Zimmer/ so bestehet im Kochen/ allerhand Obst und andere Eß-Sachen zu praeferviren oder zuerhalten/ Conserven zu machen/ zudreugen oder truckene Früchte zu praepariren und zu candiren/ welches alles von der höchstseligsten Hochgebohrnen Gräffin von Kent experimentiert und aufgezeichnet worden. Jetzo aus dem Engelländischen in das Hochteutsche übersetzet. Joh. Caspar Meyer, Leipzig 1700, urn:nbn:de:bvb:12-bsb11268980-8 (23:681533V im VD 17.).